# G 단백질 연결 담즙산 수용체
G 단백질 연결 담즙산 수용체(영어: G protein-coupled bile acid receptor)는 G 단백질 결합 수용체 19(GPCR19,G-protein coupled receptor 19)로도 알려져 있으며, 인간에게서 GPBAR1에 의해 코딩되는 단백질인 담즙산에 대한 막형 수용체(M-BAR,membrane-type receptor for bile acids) 또는 그것의 발현에서 TGR5 유전자이다.

## 같이 보기
- FXR
- G 단백질 연결 수용체